# تسوتومو ۷۷۱۳
سیارک ۷۷۱۳ (به انگلیسی: 7713 Tsutomu، نامگذاری:1995YE) هفت هزار و هفتصد و سیزدهمین سیارک کشف شده‌است که در ۱۷ دسامبر ۱۹۹۵ کشف شد.